# Cuauhtémoc Blanco
Cuauhtémoc Blanco Bravo (Mexico City, 17. siječnja 1973.) meksički je političar i umirovljeni nogometaš. Igrao je na poziciji napadačkog veznog igrača ili klasičnog napadača, smatra se jednim od najtalentiranijih meksičkih nogometaša u zadnja dva desetljeća.
Blanco je jedini meksički nogometaš s nagradom na većem međunarodnom natjecanju, osvojio je srebrenu loptu i zlatnu kopačku na Konfederacijskom kupu 1999. Pet je puta nagrađivan za MVP-a meksičke prve lige.
Zajedno s Ronaldinhom, najbolji je strijelac FIFA Konfederacijskih kupova. Blanco je drugi naj-strijelac meksičke nogometne reprezentacije i njegovog prvog kluba América. Uz to, drugi je meksički najbolji strijelac u FIFA Svjetskom prvenstvu i Copa Libertadoresu. 
Postizao je pogotke na svjetskim prvenstvima 1998., 2002. i 2010. godine, a na jednom od njih i Hrvatskoj, u utakmici SP-a 2002. godine.

## Vanjske poveznice
- Članak o Cuauhtémocu Blancu  Arhivirana inačica izvorne stranice od 29. ožujka 2012. (Wayback Machine) (šp.)
- Profil i statistika, Football Database.com